# مونقو
مونقو هي مدينة ومحافظة فرعية في تشاد، وعاصمة إقليم قيرا. تقع على بعد 252.2 ميلا (406 كلم) عن طريق البر شرق العاصمة انجمينا، ويخدمها مطار مونقو.

## روابط خارجية
- TravelPost.com معلومات عن مونقو
- بي بي سي لمحة عن الحياة في المدينة